# Felice Puttini
Felice Puttini, nacido el 18 de septiembre de 1967 en Sorengo, es un antiguo ciclista y más adelante director deportivo suizo. 
Fue profesional de 1989 a 2002, donde ganó el Campeonato de Suiza en Ruta en dos ocasiones. Desde 2005, una vez retirado, es director deportivo del equipo profesional femenino Bigla Cycling Team.

## Palmarés
1994
- Campeonato de Suiza en Ruta
- 1 etapa de la Vuelta a Portugal

1995
- Campeonato de Suiza en Ruta

1998
- Giro del Mendrisiotto
- G. P. Industria y Comercio de Prato

2000
- Giro del Mendrisiotto

## Resultados en las grandes vueltas
| Carrera         | 1989  | 1990 | 1991 | 1992 | 1993 | 1994 | 1995 | 1996 | 1997 | 1998 | 1999 | 2000 | 2001 | 2002 |
| --------------- | ----- | ---- | ---- | ---- | ---- | ---- | ---- | ---- | ---- | ---- | ---- | ---- | ---- | ---- |
| Giro de Italia  | -     | -    | -    | 54.º | -    | 62.º | 50.º | Ab.  | 27.º | 39.º | 24.º | -    | -    | -    |
| Tour de Francia | -     | -    | -    | -    | -    | -    | -    | -    | -    | -    | -    | -    | -    | -    |
| Vuelta a España | 123.º | -    | 79.º | -    | -    | -    | -    | -    | -    | -    | -    | -    | -    | -    |
| Mundial en Ruta | -     | -    | 49.º | Ab.  | -    | 12.º | 10.º | 26.º | -    | 59.º | 35.º | -    | Ab.  | -    |

-: no participa

Ab.: abandono